# تشارلز جيبسون (صحفي)
تشارلز جيبسون (بالإنجليزية: Charles Gibson)‏ هو صحفي ومذيع أخبار أمريكي، ولد في 9 مارس 1943 في إيفانستون في الولايات المتحدة.

## وصلات خارجية
- تشارلز جيبسون على موقع IMDb (الإنجليزية)
- تشارلز جيبسون على موقع إن إن دي بي (الإنجليزية)
- تشارلز جيبسون على موقع قاعدة بيانات الفيلم (الإنجليزية)